# Lockheed P-38 Lightning
Lockheed P-38 Lightning (Blisk) je bil ameriški dvomotorni lovec 2. svetovne vojne. Bil je tudi strmoglavec, jurišnik, spremljevalni lovec bombnikov, nočni lovec in izvidniško letalo. Skupaj so zgradili nekaj več kot 10.000 letal. P-38 je bil lahko prepoznaven po dvojnem trupu, Nemci so mu dali vzdevek "Hudič z viličastim repom". S tem tipom letala sta 18. aprila 1943 v skrivni operaciji Vengeance (Maščevanje) pilota Rex T. Barber in Thomas G. Lanphier nad otokom Bougainville v Solomonovem otočju sestrelila osebno letalo, dvomotorni bombnik Mitsubishi G4M1 "Betty", velikega japonskega admirala Isorokuja Jamamota. Ostanki admiralovega letala so še danes vidni v džungli, kamor je strmoglavilo. 
Uporabljali so ga na pacifiških in evropskih bojiščih. Do uvedbe P-51D Mustanga je bil glavno spremljevalno letalo ameriških bombnikov. P-38 je bil relativno tih med letom turbopolnilnika sta zelo zmanjšala hrup in močno povečala moč motorjev in zmogljivosti. Vidna sta ob koncu kril na zgornji strani obeh trupov. V tistem času so bili turbopolnilniki še vojaška tajnost.
S P-38 je letelo veliko ameriških asov: Richard I. Bong (40 zmag), Thomas B. McGuire (38 zmag) itn.

## Specifikacije (P-38L)
Podatki iz Lockheed P-38 Lightning Pilot's Flight Manual
Splošne karakteristike
- Posadka: pilot
- Dolžina: 37 ft 10 in (11,53 m) (11,53 m)
- Razpon kril: 52 ft 0 in (15,85 m) (15,85 m)
- Višina: 12 ft 10 in (3,91 m) (3,91 m)
- Površina kril: 327,5 sq ft (30,43 m²)
- Aeroprofil: NACA 23016 / NACA 4412
- Teža praznega letala: 12.800 lb (5.800 kg)
- Naložena teža: 17.500 lb (7.940 kg)
- Maks. vzletna teža: 21.600 lb (9.798 kg)
- Pogon letala: 2 trikraka propelerja (navzven vrteča) ×  12 valjni V motor Allison V-1710-111/113 tekočinsko hlajen V-12 motor, 1.600 KM (1.193 kW) [5] vsak
- * Vitkost: 8,26

 Zmogljivost 
- Maks. hitrost: 414 mph (667 km/h) moč: 1.425 KM na 7.620 m
- Hitrost porušitve vzgona: 105 mph (169 km/h) (170 km/h)
- Doseg: 1,300 mi (2,092 km) bojni (1.770 km / 3.640 km)
- Višina leta: 44.000 ft (13.000 m) (13.400 m)
- Hitrost vzpenjanja: 4,750 ft/min (24,1 m/s) maks.
- Obremenitev kril: 53,4 lb/sq ft (260,9 kg/m²)
- Razmerje moč/teža: 0,16 KM/lb (0,27 kW/kg)
- Razmerje vzgon/upor: 13.5

Oborožitev

- 1× top Hispano M2(C) 20 mm (.79 in) s 150 naboji
- 4× strojnica M2 Browning 0.50 in (12,7 mm)
- 4× M10 tricevni lanserji 4.5 in (112 mm) raket; ali:
  - Podtrupni nosilci:
    - 2× 2.000 lb (907 kg) bomb ali odvrgljivih rezervoarjev; ali
    - 2× 1.000 lb (454 kg) bomb ali odvrgljivih rezervoarjev
      - 4× 500 lb (227 kg) bomb ali
      - 4× 250 lb (113 kg) bomb; ali

    - 6× 500 lb (227 kg) bomb; ali
    - 6× 250 lb (113 kg) bomb

  - Zunanji nosilci:
    - 10× 5 in (127 mm) nevodenih raket HVAR; ali
    - 2× 500 lb (227 kg) bombe; ali
    - 2× 250 lb (113 kg) bombe      - P-38 v letu.
      - Najbolj uspešna asa na P-38. Na levi Dick Bong (40 zmag) in Tommy McGuire (38 zmag). Slikano 15. novembra 1944 na Filipnih.
      - Richard Bong pred svojim P-38, zroč v sliko svoje zaročenke Marge.
      - Thomas McGuire pred svojim P-38 "Pudgy".
      - Tako je izgledala izdelava P-38 pred 75. leti.
      - Instrumentna plošča P-38.
      - Dostavna pilotka Ruth Dailey se vkrcava v novega P-38.
      - Nenavaden P-38. Namesto uvlačljivih koles ima uvlačljive smuči.
      - Povojni "višek" P-38M. Danes bi jih v trenutku razgrabili.
      - Ohranjen P-38 v lasti Red Bulla.